# Aleiodes maritimus
Aleiodes maritimus är en stekelart som beskrevs av Shaw och Marsh 2004. Aleiodes maritimus ingår i släktet Aleiodes och familjen bracksteklar. Inga underarter finns listade i Catalogue of Life.